# Xian de Longchuan (Guangdong)
Pour les articles homonymes, voir Longchuan.

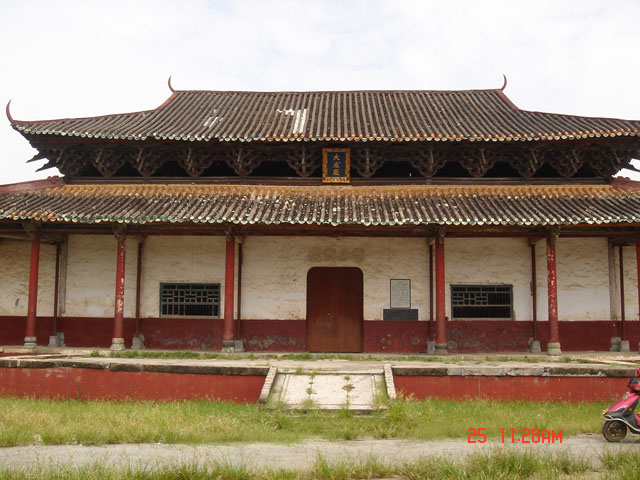

Le xian de Longchuan (龙川县 ; pinyin : Lóngchuān Xiàn) est un district administratif de la province du Guangdong en Chine. Il est placé sous la juridiction de la ville-préfecture de Heyuan.

## Démographie
La population du district était de 839 444 habitants en 1999.